# 1982 FF3
1982 FF3 är en asteroid i huvudbältet som upptäcktes den 21 mars 1982 av den belgiske astronomen Henri Debehogne vid La Silla-observatoriet.
Den har en diameter på ungefär 3 kilometer.